# Guyramemua affine
El fiofío de la chapada (Guyramemua affine) es una especie de ave paseriforme, de la familia Tyrannidae la única perteneciente al género Guyramemua, anteriormente colocada en el género Suiriri. Es nativo del centro de América del Sur.

## Distribución y hábitat

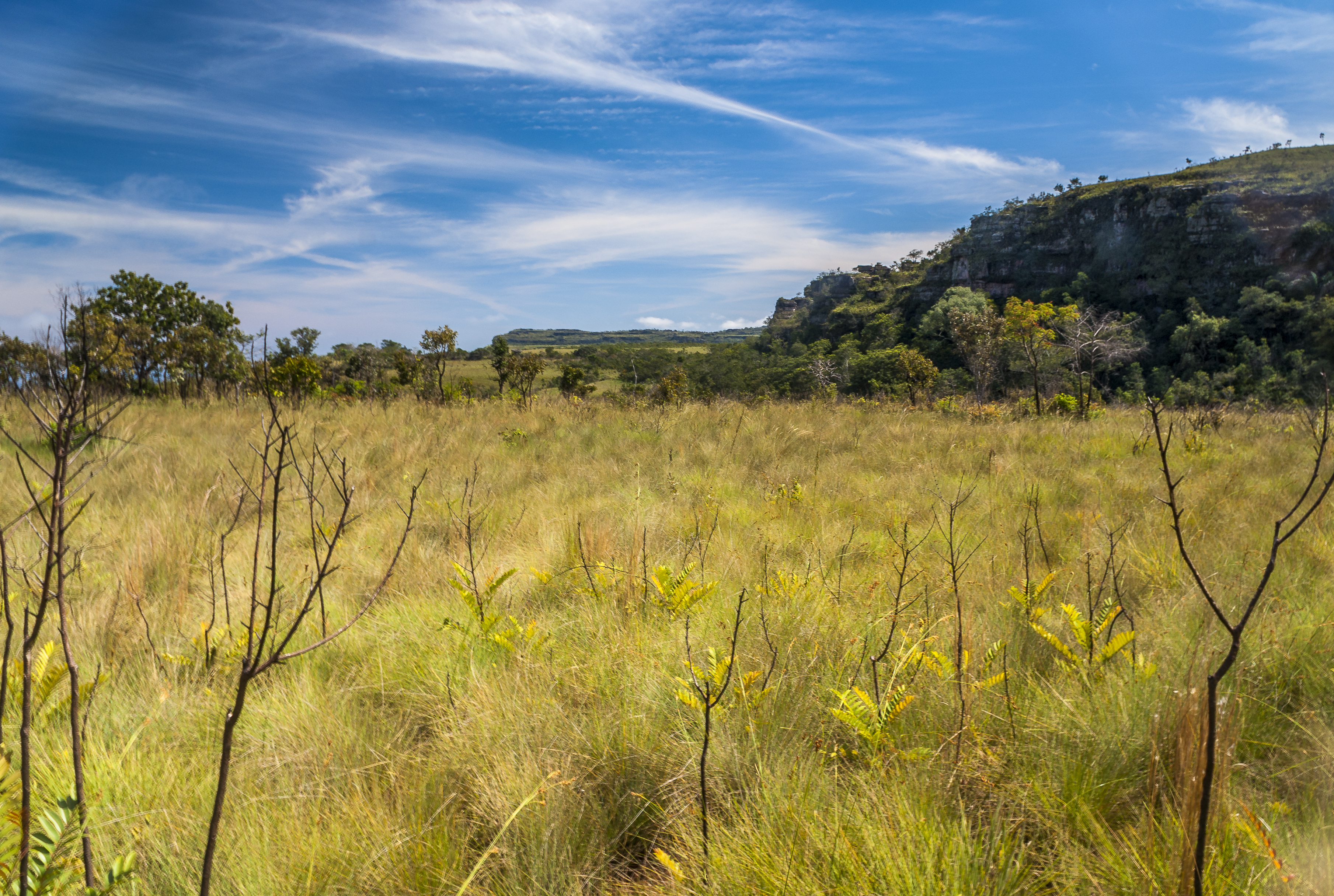
Vegetación típica del cerrado, el hábitat de la especie, en la Chapada dos Guimarães, Mato Grosso.

Se encuentra en el cerrado y las chapadas, en el centro y suroeste de Brasil (desde el sur de Maranhão, Tocantins, Goiás, oeste de Bahía, Minas Gerais y Mato Grosso) y el oriente de Bolivia (noreste de Santa Cruz).
Esta especies es considerada poco común y bastante local en su hábitat natural: las formaciones arbustivas del cerrado a menos de 1200 m y preferentemente entre los 250 y 750 m de altitud.

## Descripción
Mide en promedio 16 cm de longitud.  Se distingue porque frecuentemente se presenta con las alas desplegadas hacia arriba en una pose característica que no asume el suirirí común (Suiriri suiriri), del que se diferencia también por tener más clara la punta de la cola, más obscuro el dorso, un pico un poco más corto, ancho y obscuro y llamados distintos.

## Estado de conservación
El fiofío de la Chapada ha sido calificado como casi amenazado por la Unión Internacional para la Conservación de la Naturaleza (IUCN) debido al aparente e inexplicado declinio de su población que se sospecha sea del 30% a lo largo de 11 años (o 3 generaciones). Una hipótesis para este declinio puede ser un éxito reproductivo bajo y variable.

### Amenazas
La principal amenaza a su hábitat de cerrado es la conversión para plantaciones de Eucalyptus y Pinus, para ganadería y para cultivo en larga escala de soja, arroz y otras cosechas. Otras amenazas son las quemadas anuales durante la estación seca, y la urbanización.

### Acciones de conservación
La especie ocurre en áreas de protección, como el parque nacional Noel Kempff Mercado en Bolivia, y los parques nacionales Chapada dos Guimarães, Emas, Chapada dos Veadeiros y Serra da Canastra en Brasil.

## Comportamiento
Generalmente se desplaza en pareja que puede estar acompañada de los hijos más jóvenes.

### Alimentación
Se alimenta principalmente de insectos y otros pequeños artrópodos y en menor medida de frutas; busca alimento en las ramas medias y altas de los árboles y muy raramente desciende cerca del suelo.

### Reproducción
La hembra construye entre las ramas de los árboles el nido, en forma de cesto aplanado, apoyado en horquillas horizontales; pone uno a tres huevos generalmente de color crema, pero a veces rosados, siempre con manchas y puntos color marrón. La incubación es realizada por la hembra únicamente; los huevos eclosionan a los 15 días y los polluelos permaneces 18 días en el nido alimentados por ambos padres y por otros pájaros de la especie.

### Vocalización
Su canto, generalmente dado en dúo, es una frase común repetida varias veces, como «uir-uir».

## Sistemática

### Descripción original
En el año 2001, los ornitólogos Kevin J. Zimmer, Andrew Whittaker y David C. Oren describieron lo que se creía ser una nueva especie: Suiriri islerorum, la localidad tipo definida fue: «Chapada dos Guimarães, Mato Grosso, Brasil». El nombre científico homenajea a los ornitólogos estadounidenses Morton L. Isler y Phyllis R. Isler.
Recientemente, esta especie ha sido registrada en Lagoa Santa, Minas Gerais (Vasconcelos et al. 2006). El significado de la presencia del fiofío de la chapada en Lagoa Santa es importante porque ésta es la localidad tipo del taxón affinis Burmeister, 1856, descrito originalmente como Elaenea affinis.  Kirwan et al. (2014) investigaron este asunto y revisaron la serie de tipos (sintipo) de affinis, y encontraron que todos representan el mismo taxón que islerorum. Más allá, la descripción original de affinis de Burmeister (en idioma alemán) está adecuadamente en línea con los caracteres diagnósticos del presente taxón. De esta forma, islerorum sería un sinónimo más moderno de affinis, que tendría prioridad, y el nombre científico correcto de Suiriri islerorum debería ser Suiriri affinis. Esto dejaría al taxón tradicionalmente denominado affinis (Suiriri suiriri affinis) sin nombre, para lo cual Kirwan et al. proponen el nombre burmeisteri. La Propuesta N° 671, de junio de 2015, al Comité de Clasificación de Sudamérica (SACC), proponiendo el cambio del nombre científico, fue aprobada e implementada en la clasificación. Por lo tanto, el nuevo nombre científico de la presente especie pasó a ser Suiriri affinis. 

### Taxonomía
Un análisis filogenético posterior realizado por Lopes et al. (2017), indicó que Suiriri suiriri es claramente un Elaeniinae, consistente con las clasificaciones anteriores y con análisis filogenéticos más recientes,  mientras que Suiriri affinis estaba profundamente embutido en la subfamilia Fluvicolinae, más próximo a Sublegatus, lo que demostró con clareza que affinis y suiriri no son congenéricos. Esto corroboró las diferencias morfológicas y comportamentales apuntadas por diversos autores. Debido a la ausencia de un nombre genérico disponible, Lopes et al. propusieron un nuevo género, Guyramemua, con Elaenea affinis Burmeister, 1856 como la especie tipo. El cambio taxonómico fue aprobado en la Propuesta N° 866 al SACC, lo que ya había sido adoptado por el Congreso Ornitológico Internacional (IOC). Como el nuevo género es neutro, el nombre fue mudado de affinis para affine.

### Etimología
El nombre genérico neutro «Guyramemua» se compone de las palabras del tupí «gûyra: pájaro, y « memûã»: tramposo, embaucador; y el nombre de la especie «affine», proviene del latín «adffinis o affinis»: relativo a, aliado a.